# Jean Rouxel
Jean Marcel Rouxel (* 24. Februar 1935 in Malestroit; † 19. März 1998 in Nantes) war ein französischer Chemiker (Festkörperchemie). Er war Professor an der Universität Nantes.
Rouxel studierte in Rennes und der Universität Bordeaux, wo er 1961 promoviert wurde (über zwei Klassen von Aluminiumverbindungen). Danach war er Assistent in Bordeaux und nach dem Wehrdienst in Algerien 1962/63 ging er an das neu gegründete Labor für Festkörperchemie (heute nach ihm benannt) in Nantes. Dort wurde er 1964 Assistenzprofessor und 1968 Professor. 1986 bis 1998 war er wissenschaftlicher Berater bei Rhône-Poulenc. 1988 wurde er Direktor des Instituts für Materialien (Institut des Matériaux, das aus dem Institut für Festkörperchemie hervorging) in Nantes, was er bis zu seinem Tod 1998 blieb. 1991 bis 1996 war er Professor am Institut Universitaire de France. 1994/95 war er Professor an der École normale supérieure de Lyon und 1997 bis zu seinem Tod war er Professor für Festkörperchemie am Collège de France.
Er synthetisierte und charakterisierte zahlreiche Festkörper in niedrigen Dimensionen (das heißt ein oder zwei Dimensionen) und erforschte die Eigenschaften eindimensionaler anorganischer Ketten, zum Beispiel den Phasenübergang zu Ladungsdichtewellen (Charge Density Waves). Ein weiteres Forschungsgebiet waren inkommensurable Strukturen in Festkörpern und die Verbindung von Chemie und elektronischer Bandstruktur bei Festkörpern. Er untersuchte die Mechanismen der anionischen Polymerisation in Festkörpern und die Konkurrenz von Anionen und Kationen in Redoxreaktionen in Festkörpern. Außerdem beschäftigt er sich mit einer an biologischen Prozessen orientierten Synthese-Richtung, die in Frankreich Weiche Chemie (Chimie Douce) genannt wird, nach einer Wortprägung des französischen Chemikers Jacques Livage von 1977.
Er hielt mehrere Patente über Batterien und Elektroden.
1974 erhielt er die Silbermedaille des CNRS und 1997 die Goldmedaille des CNRS und den Prix Paul Pascal der französischen Akademie der Wissenschaften. 1992 wurde er mit dem Gay-Lussac-Humboldt-Preis ausgezeichnet. Rouxel erhielt den Alexander von Humboldt-Forschungspreis (1993) und hielt die Debye Lecture der Cornell Section der American Chemical Society. Er war Ritter der Ehrenlegion (1988, ab 1997 Offizier) und Offizier des Ordre national du Mérite und Kommandeur der Palmes académiques. 1988 wurde er Mitglied der Académie des sciences und er war Mitglied der American Academy of Arts and Sciences (1992), der Academia Europaea, der Leopoldina (1997) und der Indian Academy of Sciences.

## Schriften
- Herausgeber und Ko-Autor: Crystal Chemistry of Materials with quasi one-dimensional structure, Reidel Publ., 1985
- Herausgeber mit M. Tournoux et, R. Brec: Chimie Douce – Soft Chemistry Routes to New Solids, Trans Tech. Ltd Publications, Aedermannsdorf, 1994 (Internationales Symposium in Nantes im September 1993)
- mit C. Schlenker Structural, electronic properties and design of quasi-one-dimensional inorganic conductors in L.P. Gor'kov, G. Grüner (Herausgeber) Charge density waves in solid, Kapitel 2, Elsevier 1989
- Design and chemical reactivity of low-dimensional solids, in Thomas Bein (Herausgeber) Supramolecular Architecture, American Chemical Society Symposium series, Band 499, 1992, S. 88–113.
- Low-Dimensional Solids: An interface between molecular and Solid-State Chemistry ? The example of chain like niobium and tantalum chalcogenides, Accounts of Chemical Research, Band 25, 1992, S. 328–336.